# 平田達治
平田 達治（ひらた たつじ、1934年8月15日 - 2022年3月）は、日本のドイツ文学者、翻訳家。大阪大学名誉教授。専門はドイツ・オーストリア文学・中欧都市文化論。

## 人物
奈良県大和郡山市生まれ。大阪大学大学院文学研究科独文学修士課程修了。1959年関西学院大学助手、講師、助教授、1968年大阪大学教養部助教授、1976年言語文化部助教授、1983年教授、1998年定年、名誉教授。
「オーストリア研究会」や「プラハ研究会」を研究活動の舞台としていた。
2005年『ウーファ物語 - ある映画コンツェルンの歴史』でマックス・ダウテンダイ翻訳賞受賞。ヨーゼフ・ロートを多く翻訳した。2014年、瑞宝中綬章受章。

## 著書
- 『ウィーンのカフェ』（大修館書店） 1996
- 『輪舞の都ウィーン 円型都市の歴史と文化』（人文書院） 1996
- 『中欧の墓たち』（同学社） 2001
- 『中欧・墓標をめぐる旅』（集英社新書） 2002
- 『知られざる魅惑の都市たち EUの東を歩く』（世界思想社） 2007
- 『ベルリン・歴史の旅 - 都市空間に刻まれた変容の歴史』（大阪大学出版会） 2010
- 『放浪のユダヤ人作家ヨーゼフ・ロート』（鳥影社） 2013
- 『歩く大阪・読む大阪　大阪の文化と歴史』（鳥影社） 2020

### 共編著
- 『ことばの世界』（藤田実共編、大修館書店） 1985
- 『プラハ ヤヌスの相貌』（平野嘉彦共編、国書刊行会、ドイツの世紀末2） 1986
- 『実用詳解ドイツ文法』新訂版（鎌田道生共著、郁文堂） 1993
- 『ウィーン、選ばれた故郷』（高科書店） 1995

## 翻訳
- 『宗教とエロス』（ヴァルター・シューバルト、石川実, 山本実共訳 、法政大学出版局、叢書・ウニベルシタス)　1975
- 『アルラウネ』（ハンス・ハインツ・エーヴェルス、麻井倫具共訳、国書刊行会、世界幻想文学大系） 1979
- 『わが友・出版人 エルンスト・ローヴォルトとその時代』（ヴァルター・キャウレーン、鎌田道生共訳、ありな書房） 1983
- 『白羊宮の火星』（ホレーニア、前川道介共訳、福武文庫） 1991
- 『東方ユダヤ人の歴史』（ハイコ・ハウマン、荒島浩雅共訳、鳥影社・ロゴス企画部） 1999
- 『ヨーロッパのカフェ文化』（クラウス・ティーレ=ドールマン、友田和秀共訳、大修館書店） 2000
- 『大都会の夜 パリ、ロンドン、ベルリン - 夜の文化史』（ヨアヒム・シュレーア、我田広之, 近藤直美共訳、鳥影社・ロゴス企画部） 2003
- 『ウーファ物語 - ある映画コンツェルンの歴史』（クラウス・クライマイアー 、宮本春美, 山本佳樹, 原克, 飯田道子, 須藤直子, 中川慎二共訳、鳥影社・ロゴス企画部） 2005
- 『ウィーン，わが心の故郷 - 多文化が花咲く街に魅せられた異邦人たち』（ディートマル・グリーザー、友田和秀共訳、大修館書店） 2015

### ヨーゼフ・ロート
- 『放浪のユダヤ人』（ヨーゼフ・ロート、吉田仙太郎共訳、法政大学出版局、叢書・ウニベルシタス） 　1985
  - 『放浪のユダヤ人とエッセイ二篇』（ヨーゼフ・ロート、鳥影社・ロゴス企画） 2009
- 『果てしなき逃走』（ヨーゼフ・ロート、岩波文庫） 1993
- 『美の勝利 / ある殺人者の告白』（鳥影社、ヨーゼフ・ロート小説集3） 1993
- 『優等生 / バルバラ / 立身出世 / サヴォイ・ホテル』（鳥影社、ヨーゼフ・ロート小説集1） 1994
- 『第千二夜物語 / 珊瑚商人譚』（鳥影社、ヨーゼフ・ロート小説集4） 1997
- 『ヨブ』（鳥影社、ヨーゼフ・ロート小説集2） 1999
- 『ラデツキー行進曲』（ヨーゼフ・ロート、鳥影社・ロゴス企画） 2007、のち岩波文庫

## 論文
- Cinii